# Everytime We Touch (singolo Cascada)
Everytime We Touch è una canzone di musica-hands up cantata da Cascada, cover dell'omonimo brano del 1992 di Maggie Reilly.
È stata prodotta da Manuel Reuter e Yann Pfeiffer e ha ricevuto recensioni positive dai critici musicali. Dance-hit a livello mondiale all'inizio del 2006, negli Stati Uniti ha raggiunto la top ten, ed è stata certificata doppio platino.
Dà il titolo all'album omonimo Everytime We Touch.
La band tedesca Electric Callboy ha realizzato una cover del brano nel 2023. Nello stesso anno il disc jockey italiano Gabry Ponte ne ha realizzato una rielaborazione dal titolo Easy on My Heart.

## Video musicale
il video musicale è stato girato nel gennaio 2005. spettacoli video Natalie Horler appare nel video. È fuori da una libreria e guarda la foto di un uomo. Quindi, entra nella libreria dove lavora lo stesso uomo. Inizia a ballare su un tavolo, cosa che lo fa arrabbiare. Horler toglie gli occhiali all'uomo e gli scompiglia i capelli. Quindi procede a mettere in disordine la libreria. La scena poi cambia in dove si trovano Horler e l'uomo, e lei sembra scusarsi con lui.
Egli la perdona e la scena si sposta davanti alla libreria dove tutti iniziano a ballare con Horler (compreso l'uomo). Alla fine la cantante se ne va con lui e il video finisce.

## Classifiche
| Classifica (2005-2006)                      | Posizione massima |
| ------------------------------------------- | ----------------- |
| Australia                                   | 61                |
| Austria                                     | 4                 |
| Belgio (Fiandre)                            | 32                |
| Belgio (Vallonia)                           | 7                 |
| Rep. Ceca                                   | 46                |
| Europa                                      | 5                 |
| Francia                                     | 2                 |
| Germania                                    | 5                 |
| Irlanda                                     | 1                 |
| Top 40 Paesi Bassi                          | 10                |
| Top 100 Paesi Bassi                         | 12                |
| Regno Unito                                 | 2                 |
| Stati Uniti                                 | 10                |
| Stati Uniti (Hot Adult Contemporary Tracks) | 28                |
| Stati Uniti (Latin Pop Airplay)             | 39                |
| Stati Uniti (Pop Songs)                     | 7                 |
| Svezia                                      | 1                 |
| Svizzera                                    | 15                |